# Zerwany most
Zerwany most – polski film wojenny z 1962 roku, w reżyserii Jerzego Passendorfera.
Plenery: Wrzeszczyn koło Jeleniej Góry.

## Fabuła
Porucznik Mosur walczy w Bieszczadach z grupami Ukraińskiej Armii Powstańczej. Niespodziewanie udaje mu się schwytać prowidnyka, którego później zabija. Mija kilkanaście lat. Porucznik zostaje oskarżony o współpracę z banderowcami, gdyż brał udział w kilku akcjach terrorystycznych, aby zdobyć ich zaufanie.

## Obsada aktorska[1]
- Tadeusz Łomnicki (inżynier Mosur, w roku 1947 porucznik KBW)
- Elżbieta Kępińska (Olga Dziarnik)
- Lidia Korsakówna (Wiera, członkini oddziału UPA)
- Jerzy Block (Dziarnik, ojciec Olgi i Aleksa)
- Janusz Bylczyński (major Ślęza, dowódca oddziału KBW)
- Zdzisław Kuźniar (dowódca czoty UPA)
- Wiktor Grotowicz (major SB przesłuchujący inżyniera)
- Jerzy Kaczmarek (plutonowy Groń)
- Zdzisław Lubelski (Ukrainiec)
- Marian Łącz (łącznik dowództwa kompanii)
- Stanisław Milski (polski chłop)
- Wojciech Siemion (Iwan, partyzant UPA),
- Michał Szewczyk (Aleks Dziarnik, brat Olgi)
- Mieczysław Voit (prowidnyk)